# Universitat de Palerm
La Universitat de Palerm, nom oficial en italià Università degli Studi di Palermo o en llatií Panormitana Studiorum Universitas, fundada el 1805 en l'antiga Reial Acadèmia d'Estudis, és una de les més grans universitats d'Itàlia per nombre d'inscripcions. La seu del rectorat està situada en l'històric Palazzo Chiaramonte Steri, mentre que la majoria de les altres instal·lacions es troben al campus de la Universitat, del Parc d'Orleans.
La universitat va ser fundada oficialment el 1806, encara que les seves arrels es remunten a 1498 amb la creació d'escoles de medicina i dret. Posteriorment, a partir de la segona meitat del segle xvi, des de la càtedra del «Collegio Massimo al Casero» els jesuïtes van atorgar per més de 200 anys títols en teologia i filosofia.
El 1767 van ser expulsats per Ferran I de Parma, fins que 37 anys més tard van retornar a la seva càtedra que mentrestant havia passat a anomenar-se «Règia Accademia». El mateix rei decideix aleshores d'atorgar una seu millor a l'acadèmia, mudant-la des del convent dels teatins a la propera església de Sant Josep.
Després de la unificació d'Itàlia el 1860, la Universitat de Palerm va ser modernitzada per la tenacitat del químic Stanislao Cannizzaro i del ministre i especialista en estudis àrabs Michele Amari. Des de 1984 l'edifici principal de la universitat, seu del rectorat, és el Palazzo Steri, un dels edificis de més gran valor històric de la ciutat, construït el 1307 com a residència de la família Chiaramonte. No lluny del palau, sobre terres pertanyents a la mateixa família, s'estén el Jardí Botànic de Palerm.

## Organització

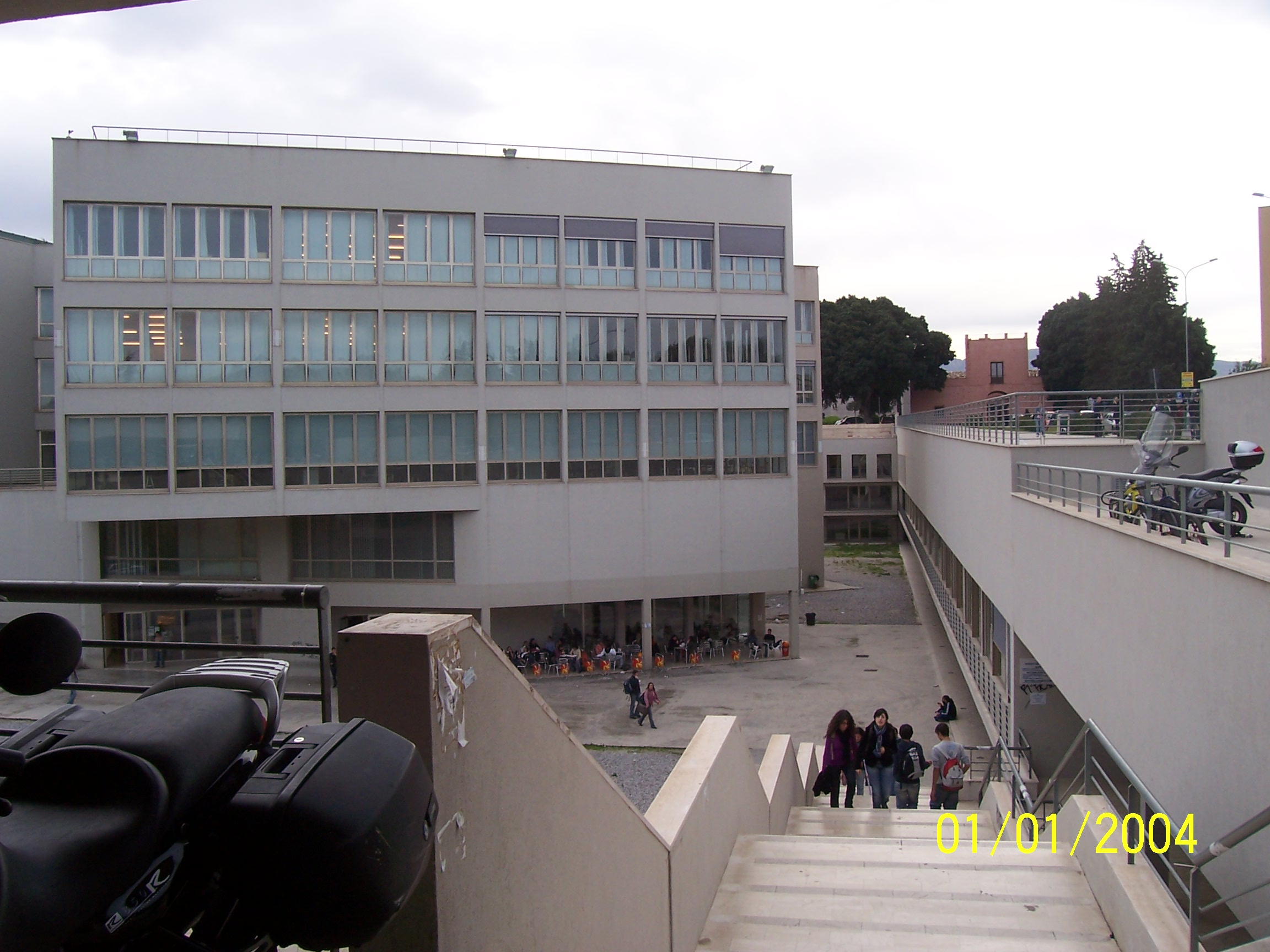
Facultat d'Arquitectura

La universitat es divideix en dotze facultats: 
- Facultat d'Agricultura
- Facultat d'Arquitectura
- Facultat d'Arts i Humanitats
- Facultat d'Economia
- Facultat de Ciències de l'educació
- Facultat d'Enginyeria
- Facultat de Dret
- Facultat de Matemàtica, Física i Ciències naturals
- Facultat de Medicina
- Facultat de Ciències mecàniques
- Facultat de Farmàcia
- Facultat de Ciències polítiques

## Vincles amb altres universitats
Al juliol de 2007 es va signar un acord amb la Universitat de Catània, Messina i Enna per a la creació d'un centre d'ensenyament conjunt anomenat "Politècnica de la Mediterrània".